# Задача Плато

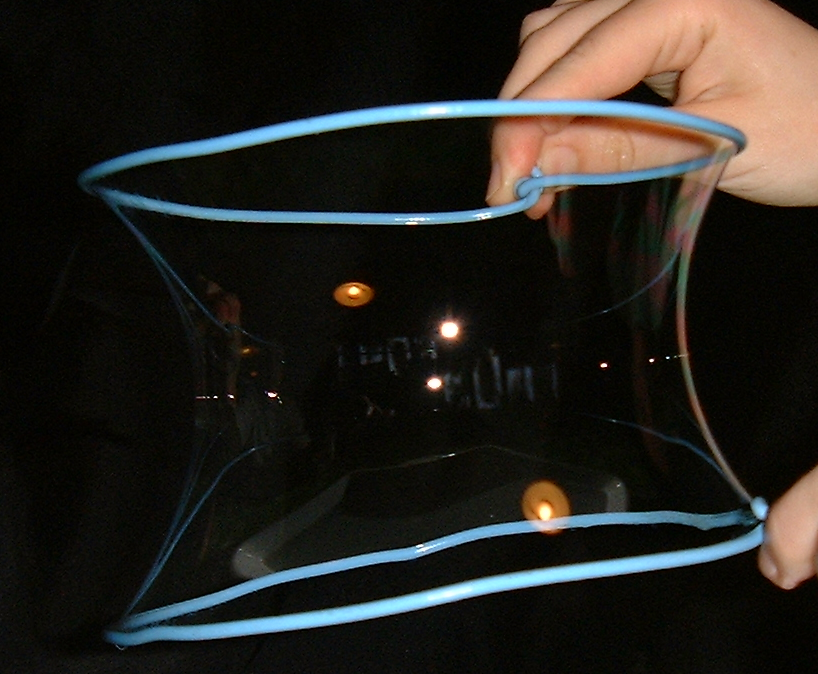
Поверхность мыльной плёнки на двух кольцах в форме катеноида

Зада́ча Плато́ — вопрос о существовании минимальной поверхности с заданной границей: доказать существование поверхности наименьшей площади с границей, образованной заданной жордановой кривой в пространстве.
Впервые сформулирована Жозефом Лагранжем в 1760 году;
названа в честь Жозефа Плато, проводившим опыты с мыльными плёнками.
Решена независимо друг от друга в 1930 году Джесси Дугласом и Тибором Радо (венг. Radó Tibor) с определёнными топологическими ограничениями. Дуглас за решение получил Филдсовскую премию 1936 года.
В 1960 году Герберт Федерер и Вендел Флеминг решили задачу для общего случая, используя разработанную ими теорию потоков.